# Labyrinth of Dreams
Labyrinth of Dreams (ユメノ銀河, Yume no ginga ) è un film del 1997 diretto da Gakuryu Ishii (o Sogo Ishii).
È stato proiettato alla sezione Contemporary World Cinema del Toronto International Film Festival.

## Trama
La vicenda gravita attorno ad una chiacchiera locale che parla di un autista di autobus che fa innamorare di sé le ragazze addette al timbro dei biglietti, per poi ucciderle in ambigui incidenti. Tomiko è una ragazza annoiata dalla propria vita ormai monotona. Conoscendo Niitaka, nonostante le prime paure riguardo a quelle voci, finisce per innamorarsene. L'avvicinamento con un potenziale serial killer diviene così una possibilità di uscita, sebbene letale, dalla routine di una zona rurale che non lascia spazio a nessuno sbocco emotivo del singolo.